# 征服者聖喬治禮拜聖陵

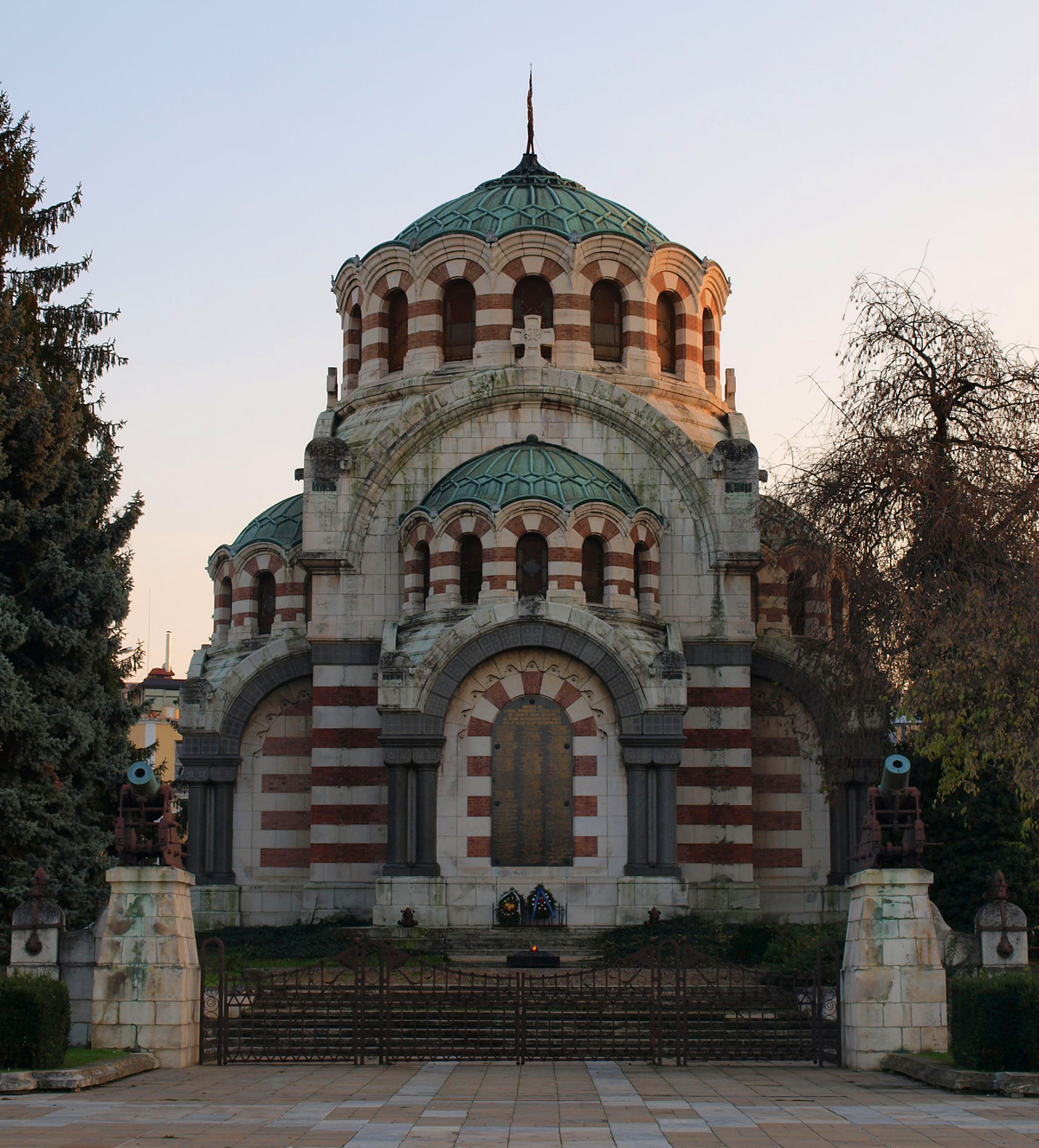
征服者聖喬治禮拜聖陵

征服者聖喬治禮拜聖陵（Paraklis-mavzoley „Sv. Georgi Pobedonosets“）位於保加利亞普列文，是一座陵墓（骨庫）和保加利亞正教會教堂。

## 建築

普列文市徽描繪有該建築

征服者聖喬治禮拜聖陵由建築師P. Koychev於1903年至1907年間建造，為一座拜占庭復興式建築。這座建築是為了紀念1877年普列夫納圍困期間為保加利亞解放而犧牲的東正教士兵（包括俄羅斯和羅馬尼亞人）。許多這些士兵的遺骸都保存在陵墓中。教堂陵墓中的聖像則是保加利亞藝術家的作品。教堂陵墓以士兵守護神聖喬治的名字命名。
該建築被視為普列文市的主要地標，其市徽即以其為主體。